# Rai Mux 4
RAI Mux 4 è stato uno dei multiplex della televisione digitale terrestre presenti nel sistema DVB-T italiano. Apparteneva a Rai Way, società controllata da Rai.

## Copertura
Il RAI Mux 4 aveva diffusione nazionale.

## Frequenze
Il RAI Mux 4 trasmetteva in SFN sul canale 40 della banda UHF V in tutta Italia, a eccezione della Sardegna dove trasmetteva sul canale 41 della banda UHF V.

## Storia

### 2009
- 14 settembre 2009: Attivazione del mux in Valle d'Aosta e Sardegna con i canali Rai Test HD, Rai Storia, Rai Scuola e Rai Gulp +1.

### 2010
- 18 maggio 2010: Aggiunto Rai Extra. Eliminati Rai Gulp +1 e Rai Scuola.
- 19 maggio 2010: Rinominato Rai Test HD in Rai HD.
- 26 novembre 2010: Rinominato Rai Extra in Rai 5.

### 2015
- 14 settembre 2015: Aggiunto Rai Sport 1 HD. Eliminati Rai 5 e Rai Storia.

### 2016
- 22 luglio 2016: Rinominato Rai Sport 1 HD in Rai Sport HD.
- 2 agosto 2016: Aggiunto Rai 2 HD. Rinominato Rai Sport HD in Rai Sport 1 HD. Eliminato Rai HD.
- 30 agosto 2016: Aggiunto Rai HD. Eliminato Rai 2 HD.
- 19 settembre 2016: Aggiunti Rai 2 HD e Rai 3 HD. Eliminato Rai HD.

### 2017
- 5 febbraio 2017: Rinominato Rai Sport 1 HD in Rai Sport + HD.

### 2021
- 20 ottobre 2021: Chiuso e sostituito con il nuovo RAI Mux B.

## Servizi

### Canali televisivi presenti al momento della chiusura
| LCN | Canale         | Note       |
| --- | -------------- | ---------- |
| 57  | Rai Sport + HD | FTA (HDTV) |
| 502 | Rai 2 HD       | FTA (HDTV) |
| 503 | Rai 3 HD       | FTA (HDTV) |